# Comuna Ceapaievka, Polohî
Ceapaievka (în ucraineană Чапаєвка) este o comună în raionul Polohî, regiunea Zaporijjea, Ucraina, formată din satele Ceapaievka (reședința) și Liubokut.

## Demografie
Componența lingvistică a comunei Ceapaievka
     Ucraineană (96,56%)
     Rusă (3,28%)
     Alte limbi (0,08%)
Conform recensământului din 2001, majoritatea populației comunei Ceapaievka era vorbitoare de ucraineană (96,56%), existând în minoritate și vorbitori de rusă (3,28%).